# Рокавеј (Њу Џерзи)
Рокавеј (енгл. Rockaway) град је у америчкој савезној држави Њу Џерзи.

## Демографија
По попису из 2010. године број становника је 6.438, што је 35 (-0,5%) становника мање него 2000. године.
| Група             | 2000.         | 2010.         |
| Белци             | 5.313 (82,1%) | 4.703 (73,1%) |
| Афроамериканци    | 91 (1,4%)     | 207 (3,2%)    |
| Азијати           | 412 (6,4%)    | 493 (7,7%)    |
| Хиспаноамериканци | 608 (9,4%)    | 970 (15,1%)   |
| Укупно            | 6.473         | 6.438         |